# Bodyguard (serie de televisión)
Bodyguard (Guardaespaldas en español) es una serie de televisión dramática británica, creada y escrita por Jed Mercurio y producida por World Productions, una subsidiaria de ITV plc, para la BBC. La serie consta de seis partes y está protagonizada por Richard Madden y Keeley Hawes. Comenzó a emitirse en BBC One el 26 de agosto de 2018, logrando la audiencia más alta para un nuevo drama de la BBC en la era multicanal y las cifras de visualización más altas de la BBC desde 2008.
La BBC encargó la serie a World Productions en 2016. Después de que ITV Studios Global Entertainment comprase la compañía en 2017, se encargaron de la distribución internacional de la serie. En 2018, Netflix acordó un acuerdo de distribución para emitir la serie fuera de Reino Unido e Irlanda.

## Argumento
El sargento de policía David Budd, un veterano de guerra del ejército británico que padece de trastorno de estrés postraumático y cuyo matrimonio se desmorona, trabaja ahora como oficial de protección especializado para el Servicio de Policía Metropolitana de Londres. El 1 de octubre es capaz de convencer a una yihadista de no volarse con un cinturón con explosivos en un tren atestados de pasajeros lo que lo transforma en héroe. Se le asigna proteger a la ambiciosa e inteligente ministra de Interior, Julia Montague (Keeley Hawes), cuya política RIPO-18 defiende todo lo que él desprecia. A medida que cumple su servicio, sus méritos le anteceden y logra captar la atención de la ministra estableciéndose una amistad íntima entre ambos. Lo que ignora en un principio Budd es que la secreta relación se interpone sin saberlo en una sórdida trama de poder entre servicios de policía y seguridad interior cuyos alcances son inimaginables y que pondrán su existencia en un gran peligro.

## Reparto
- Richard Madden como el sargento David Budd, un veterano de guerra de Afganistán y guardaespaldas del Comando de Protección. Está casado, pero separado de Vicky, con dos hijos en edad escolar primaria.
- Keeley Hawes como Julia Montague, ministra de interior, del partido conservador y la exesposa de Roger Penhaligon
- Gina McKee como la comandante Anne Sampson, jefa del comando contra el terrorismo de la Policía Metropolitana de Londres.
- Sophie Rundle como Vicky Budd, es la esposa de David. Están separados y es la madre de sus dos hijos. Trabaja en un hospital de Londres.
- Paul Ready como Rob MacDonald, asesor especial del Ministro del Interior.
- Vincent Franklin como Mike Travis
- Nina Toussaint-White como la sargento detective Louise Rayburn, comando contra el terrorismo.
- Stephanie Hyam como Chanel Dyson, asesora de relaciones públicas de Julia Montague.
- Tom Brooke como Andy Apsted, un veterano de guerra y amigo de David que dirige el Grupo de Paz de Veteranos contra la guerra.
- Matt Stokoe como Luke Aikens, un líder del crimen organizado asociado con Dyson.
- Pippa Haywood como superintendente jefe Lorraine Craddock, jefa del comando de protección y superior de Budd.
- Nicholas Gleaves como Roger Penhaligon, jefe del Partido Conservador, exmarido de Julia y miembro del parlamento por Surrey.
- Shubham Saraf como Tahir Mahmood, asesora de relaciones públicas de Julia Montague.
- Claire-Louise Cordwell como el agente Kim Knowles, un guardaespaldas del comando de protección.
- Richard Riddell como el agente Tom Fenton, un guardaespaldas del Comando de Protección.
- Ash Tandon como el inspector jefe de detectives Deepak Sharma, Comando contra el terrorismo.
- Michael Schaeffer como Richard Longcross, oficial del MI5.
- David Westhead como John Vosler, el primer ministro.
- Anjli Mohindra como Nadia Ali, implicada con su marido en un intento de atentado.

## Producción
La serie ha sido rodada en gran parte en Londres, incluyendo la finca Whittington Estate para Budd y Battersea para Montague. Las escenas de la bomba en el episodio final fueron filmadas alrededor de CityPoint cerca de Moorgate y Woburn Square en Bloomsbury. Las escenas del tren en el primer episodio fueron filmadas en el ferrocarril Mid-Norfolk.
Periodistas de la BBC como Andrew Marr, John Pienaar, John Humphrys y Laura Kuenssberg aparecieron como ellos mismos.

## Recepción
Las cifras de la serie fueron altas, con 10.4 millones de espectadores (alcanzando un máximo de 11 millones) viendo la transmisión nocturna del final en vivo solo en BBC One. A medida que un número significativo de espectadores vieron el programa en el servicio de captura de iPlayer después de la transmisión, la serie provocó un debate sobre cómo los medios deberían manejar los spoiler. Radio Times  reveló el destino de Montague en un artículo de portada durante la transmisión original de la serie.
La serie recibió críticas sumamente positivas, siendo elogiada la actuación de Madden. Rotten Tomatoes le otorgó a la serie una aprobación del 95%, con una calificación promedio de 8.3/10, basada en 58 revisiones. 
El consenso crítico dice: " Bodyguard  mantiene una tensión palpable a lo largo de sus pulposos procedimientos para crear un thriller psicológico atractivo y adictivo." En Metacritic, recibió una puntuación de 79 puntos de 100 basado en 12 revisiones, indicando "reseña generalmente favorables".
A pesar de la recepción positiva, se criticó a Nadia, el personaje; ya que contribuye a los estereotipos islamófobos de las mujeres musulmanas, que generalmente son representadas como mujeres oprimidas por hombres musulmanes.